# Bugalagrande (ort)
Bugalagrande är en ort i Colombia.   Den ligger i departementet Valle del Cauca, i den centrala delen av landet, 230 km väster om huvudstaden Bogotá. Bugalagrande ligger 948 meter över havet och antalet invånare är 12 418.
Terrängen runt Bugalagrande är platt söderut, men norrut är den kuperad. Runt Bugalagrande är det ganska tätbefolkat, med 108 invånare per kvadratkilometer. Närmaste större samhälle är Tuluá, 14,8 km söder om Bugalagrande. Omgivningarna runt Bugalagrande är en mosaik av jordbruksmark och naturlig växtlighet.